# Meriocepheus peregrinus
Meriocepheus peregrinus är en kvalsterart som beskrevs av Aoki 1973. Meriocepheus peregrinus ingår i släktet Meriocepheus och familjen Carabodidae. Inga underarter finns listade i Catalogue of Life.